# Crocidura pachyura
Crocidura pachyura és una espècie de mamífer de la família de les musaranyes (Soricidae) que és endèmica de la regió mediterrània, on viu a les illes d'Eivissa, Sardenya i Pantel·leria. Probablement, també viu a l'Àfrica del Nord, on el seu àmbit de distribució cobriria Tunísia i l'est d'Algèria.
L'enverinament accidental per plaguicides podria ser un problema per aquesta espècie. A més, la població de Pantel·leria podria veure's amenaçada a causa de la seva minsa distribució territorial.